# جزيرة كيدومبيت الوسطى
جزيرة كيدومبيت الوسطى وهي جزيرة من جزر إندونيسيا، وتقع مقاطعة بيناجام باسر الشمالية في إقليم كالمنتان الشرقية في إندونيسيا.